# Vicente Paciello
Vicente Rodrigo Paciello Recalde (* 28. Februar 1986 in Concepción) ist ein ehemaliger paraguayischer Fußballspieler auf der Position eines Stürmers.

## Karriere
Vicente Paciello spielte von 2006 bis 2007 für Fernando de la Mora, wechselte 2008 zu 12 de Octubre, war 2009 bei Deportes Iquique, 2010 bei Independiente FBC, 2011 bei 2 de Mayo und schloss seine Karriere 2012 bei San Lorenzo ab.